# Jinja (Uganda)
Jinja è una città dell'Uganda capoluogo dell'omonimo distretto. 
La città, che conta 93 060 abitanti (2005), si trova nella regione sudorientale del paese sulle sponde del lago Vittoria, e per questo si è sviluppata come porto turistico e centro ittico. Oggi ha sviluppato anche alcune industrie che operano nei settori alimentare e tessile.

## Storia

### Origini e periodo coloniale
Jinja si sviluppò a partire da un villaggio abitato principalmente dai popoli Baganda e Basoga. Il nome "Jinja" deriva da una parola che significa "pietra" in entrambe le lingue locali, in riferimento alle rocce piatte che caratterizzavano le rive del Nilo Bianco.
Durante il periodo coloniale britannico, nel 1901, Jinja divenne un centro amministrativo regionale. Negli anni '40, l'urbanista tedesco Ernst May fu incaricato di pianificare la città, introducendo un modello urbano a "unità di vicinato" che comportò lo spostamento forzato di migliaia di residenti africani.
Nel 1912, l'arrivo della ferrovia del Busoga consolidò il ruolo di Jinja come snodo commerciale, collegandola al porto di Kisumu sul Lago Vittoria.

### Sviluppo industriale e diga di Owen Falls
La costruzione della diga di Owen Falls (oggi Nalubaale), completata nel 1954, permise la produzione di energia idroelettrica, favorendo la crescita industriale di Jinja. Tuttavia, l'opera sommerse completamente le cascate di Ripon, un tempo attrazione naturale della zona.
Negli anni '60, grazie all'energia prodotta dalla diga, Jinja divenne il principale centro industriale dell'Uganda, ospitando numerosi impianti tessili, siderurgici e manifatturieri.

### Periodo post-indipendenza e guerra Uganda-Tanzania
Dopo l'indipendenza nel 1962, Jinja mantenne la sua importanza industriale fino agli anni '70, quando il regime di Idi Amin e la guerra Uganda-Tanzania ne causarono il declino. Durante il conflitto, nel 1979, le truppe tanzaniane occuparono la città senza trovare grande resistenza, segnando uno dei momenti finali del regime di Amin.